# Vatanabe Ippei
Vatanabe Ippei (渡辺 一平 ; Hepburn: Watanabe Ippei; Cukumi, 1997. március 18. –) ifjúsági olimpiai bajnok, világbajnoki bronzérmes, csendes-óceáni bajnok japán mellúszó, olimpikon. 2015 nyara óta a Vaszeda Tudományegyetem hallgatója.
A 2016. évi nyári olimpiai játékokon a 100-, és a 200 méteres mellúszó számokban indult. Az utóbbi versenyszám elődöntőjében, 2016. augusztus 9-én megdöntötte a szám olimpiai rekordját. A döntőben a 6. helyen végzett. 
A 2017 januárjában a hazájában rendezett, Kitadzsima Kószuke nevét viselő kupán 2:06,67-es idejével megdöntötte a 200 méteres mellúszás világrekordját. Ő lett az első úszó aki két perc hét másodperces időn belül úszta le a távot.

## Sportpályafutása
2014 augusztusában részt vett a Nankingban rendezett nyári ifjúsági olimpiai játékokon. A férfiak 200 méteres mellúszó számában 2: 11,31-es idővel nyert aranyérmet. Ez volt a rendezvényen Japán egyetlen érme a sportágban.
2015 márciusában megnyerte a férfiak 100 méteres és 200 méteres mellúszását a Japán Olimpiai Bizottság által 37. alkalommal megrendezett tavaszi úszóversenyeken.
2016 áprilisában második helyen végzett 200 méteres mellúszásban a japán úszóbajnokságon és 2:09,45-ösd idejével kvalifikálta magát a riói olimpiára. Az ötkarikás játékokon 100-, és a 200 méteres mellúszó számokban indult. A rövidebb távon az előfutamok során a 18. helyen végzett, így nem sikerült bejutni a döntő nyolcfős mezőnyébe. Három nappal később, a 200 méteres mellúszás elődöntőjében új olimpiai rekordot ért el 2:07,22-es idejével. A döntőben a 6. helyen végzett.
2017. január 29-én a Kitadzsima Kószuke nevét viselő kupán 2:06,67-es idejével megdöntötte a 200 méteres mellúszás világrekordját. Ő lett az első úszó a sportág történetében, aki két perc hét másodperces időn belül úszta le a távot. A 2017-es úszó-világbajnokságon 100 méteres és 200 méteres mellúszásban indult, utóbbi versenyszámban bronzérmet szerzett.
2018. augusztusban részt vett a csendes-óceáni úszóbajnokságon, ahol 200 méteres mellúszásban 2:07,75-ös eredménnyel nyert aranyéremmel. Szerepelt az az évi Ázsia-játékokon is, ahol három ezüstérmet szerzett.
2019 júliusában 2019-es úszó-világbajnokságon, a dél-koreai Kvangdzsuban 200 méteres mellúszásban újból bronzérmes lett.